# モーカイバク県
モーカイバク県（モーカイバクけん、ベトナム語：Huyện Mỏ Cày Bắc / 縣㖼𦓿北?）は、ベトナム社会主義共和国ベンチェ省の県。面積は158.34km²、人口は138,570人（2015年）である。

## 行政区画
13社から構成される。